# Rock Musicians Map
Rock Musicians Map — сайт, реализующий простейшую модель геосоциальной сети, предназначенной для создания полной видимости местонахождения рок-музыкантов, специализирующихся на определённых инструментах.

## Техническая реализация
- Серверная часть реализована на языке программирования PHP с использованием фреймворка CodeIgniter.
- Обработка данных на стороне клиента осуществляется посредством интерфейса карт Google.
- Страница каждого отдельного пользователя размечена структурированными данными, которые считываются поисковыми машинами. Таким образом при запросе, направленном на нахождение музыканта, машина может выдать в результатах ссылку на пользователя, подходящего указанным критериям

## Интересные факты
- 15 августа 2014 года на сайте была создана «пасхалка» в виде программы[1], генерирующей случайные последовательности брейкдаунов. Принцип её работы был описан самим автором в блоге на сайте Хабрахабр[2].